# Upchurch (Musiker)
Upchurch (* 24. Mai 1991 in Pegram, Tennessee), vollständiger Name Ryan Edward Upchurch, ist ein US-amerikanischer Country-Rapper und Comedian. Er nennt sich auch Upchurch the Redneck.

## Biografie
2014 begann Ryan Upchurch, aus Spaß ein paar Country-Rap-Parodien ins Internet zu stellen. Er gewann sehr schnell an Popularität und veröffentlichte noch im selben Jahr eine Single mit dem Titel Raise Hell and Eat Cornbread. Er nannte sich auch Upchurch the Redneck, weil sich seine Texte um die Eigenheiten und Vorurteile der Südstaatenjugend drehen. 2015 erschien als Independent-Veröffentlichung Cheatham County, benannt nach seinem Wohnbezirk Cheatham. Die EP schaffte es bis in die Country- und Rapcharts. Ein paar Monate später wurde das erste Album Heart of America mit Bubba Sparxxx als Gastrapper veröffentlicht. Noch einmal ein halbes Jahr später erschien Chicken Willie. Inzwischen hatte er sein eigenes Label RHEC Entertainment gegründet, benannt nach den Initialen seiner ersten Single und später in Redneck Nation umbenannt. Beide Alben kamen wieder in die Charts, Chicken Willie erreichte sogar Platz 1 der Heatseeker-Charts.
Nach einem weiteren Album zum Jahresende erschien Son of the South im Mai 2017. Damit kam Upchurch erstmals in die offiziellen Albumcharts. Gleichzeitig veröffentlichte er unter seinem vollen Namen auch eine EP mit klassischen Countrysongs mit dem Titel Summer Love, die ebenfalls in die Countrycharts kam. Mit den Alben King of Dixie und Creeker, die in kurzer Folge herauskamen, übertraf er jeweils das vorherige Ergebnis. Auf Creeker arbeitete er auch mit Hard-Rock-Gitarren. 

## Diskografie

### Alben
| Jahr | Titel                                     | Höchstplatzierung, Gesamtwochen, AuszeichnungChartplatzierungen (Jahr, Titel, Platzierungen, Wochen, Auszeichnungen, Anmerkungen) | Höchstplatzierung, Gesamtwochen, AuszeichnungChartplatzierungen (Jahr, Titel, Platzierungen, Wochen, Auszeichnungen, Anmerkungen) | Anmerkungen                                              |
| Jahr | Titel                                     | US | Country | Anmerkungen                                              |
| ---- | ----------------------------------------- | --- | --- | -------------------------------------------------------- |
| 2015 | Cheatham County                           | — | Country29 (1 Wo.)Country | EP                                                       |
| 2016 | Heart of America                          | — | Country30 (1 Wo.)Country | Erstveröffentlichung: 15. Januar 2016                    |
| 2016 | Chicken Willie                            | — | Country22 (1 Wo.)Country | Erstveröffentlichung: 12. August 2016                    |
| 2016 | Bad Mutha Fucka                           | — | Country42 (1 Wo.)Country | Erstveröffentlichung: 9. Dezember 2016                   |
| 2017 | Son of the South                          | US182 (1 Wo.)US | Country29 (1 Wo.)Country | Erstveröffentlichung: 21. April 2017                     |
| 2017 | Summer Love als Ryan Upchurch             | — | Country33 (1 Wo.)Country | EP                                                       |
| 2017 | King of Dixie                             | US65 (1 Wo.)US | Country10 (1 Wo.)Country | Erstveröffentlichung: 18. Oktober 2017                   |
| 2018 | Project X, Volume 1 Upchurch × Bottleneck | — | Country27 (1 Wo.)Country | Erstveröffentlichung: 30. Januar 2018                    |
| 2018 | Creeker                                   | US35 (1 Wo.)US | Country5 (1 Wo.)Country | Erstveröffentlichung: 12. Februar 2018                   |
| 2018 | Supernatural                              | US71 (1 Wo.)US | Country6 (2 Wo.)Country | Erstveröffentlichung: 12. September 2018                 |
| 2018 | River Rat                                 | US191 (1 Wo.)US | Country21 (1 Wo.)Country | Erstveröffentlichung: 21. Dezember 2018                  |
| 2019 | Creeker 2                                 | US66 (1 Wo.)US | Country7 (1 Wo.)Country | Erstveröffentlichung: 20. April 2019                     |
| 2019 | Hooligan                                  | US160 (1 Wo.)US | — | Erstveröffentlichung: 25. November 2019 mit Adam Calhoun |
| 2020 | Everlasting Country                       | US61 (1 Wo.)US | Country6 (… Wo.)Country | Erstveröffentlichung: 20. April 2020                     |
| 2021 | Mud to Gold                               | US174 (1 Wo.)US | — | Erstveröffentlichung: 10. Februar 2021                   |
| 2022 | People’s Champ                            | US101 (1 Wo.)US | — | Erstveröffentlichung: 3. Februar 2022                    |

### Singles
| Jahr | Titel Album                                       | Höchstplatzierung, Gesamtwochen, AuszeichnungChartsChartplatzierungen (Jahr, Titel, Album, Platzierungen, Wochen, Auszeichnungen, Anmerkungen) | Anmerkungen |
| Jahr | Titel Album                                       | Country | Anmerkungen |
| ---- | ------------------------------------------------- | --- | ----------- |
| 2016 | Southern Land Taylor Ray Holbrook & Ryan Upchurch | Country44 Platin · (1 Wo.)Country |             |
| 2018 | Shoulda Named It After Me Upchurch & Colt Ford    | Country46 (1 Wo.)Country |             |

Weitere Lieder
- 2016: Hillbilly (US: Gold)
- 2016: Rolling Stoned (US: Platin)
- 2016: The Old Days (feat. Justin Adams, US: Gold)
- 2016: Outlaw (feat. Luke Combs, US: Platin)
- 2017: Campfire Cologne (mit Demun Jones US: Gold)
- 2018: Dirty South (US: Gold)
- 2019: Holler Boys (US: Platin)